# Moonlight Whispers
Moonlight Whispers ist ein japanischer Liebesfilm des Regisseurs Akihiko Shiota aus dem Jahr 1999. Der Film schildert die sadomasochistische Liebesgeschichte des japanischen Schülers Takuya Hidaka (Kenji Mizuhashi) und seiner Mitschülerin Satsuki Kitahara (Tsugumi). Der Film basiert auf dem Manga Gekko no sasayaki.

## Handlung
Die beiden japanischen Schüler Takuya Hidaka (Kenji Mizuhashi) und Satsuki Kitahara (Tsugumi)  sind ein Paar. Nach außen hin wirken sie wie ein durchschnittliches Schülerpärchen, das in seiner Freizeit zusammen Kendo trainiert.

Als Satsuki heimlich Takuyas Schulspind aufbricht, erkennt sie sofort, dass seine Gefühle über herkömmliche Liebe deutlich hinausgehen. Verschiedene, teilweise sehr intime von ihr stammende Gegenstände in dem Schließfach zeigen deutlich, dass Takuya sie bereits vor dem Beginn ihrer Beziehung geradezu abgöttisch verehrte.

Takuya hatte diese Gegenstände bereits gesammelt, bevor das Paar zusammenkam. Je länger er Satsuki kennt, desto sicherer wird er sich, dass er nicht nur ihr Freund, sondern noch viel lieber ihr Sklave sein möchte.
Die Entdeckung der in dem Spind gehorteten Fetische stößt Satsuki so sehr ab und verletzt sie so sehr, dass sie sich von ihm trennt.
Takuya weigert sich diese Realität zu akzeptieren. Je grausamer Satsuki ihn zurückstößt, desto stärker unterwirft er sich ihr. Es wird immer klarer, dass Satsuki anfängt, die bedingungslose Unterwerfung und die von ihr erdachten immer neuen Qualen zu genießen. Schließlich stellt sie Takuya vor die Prüfung seiner Liebe.

## Auszeichnungen
- 1999: Director's Guild of Japan (New Director's Award)
- 1999:	Hochi Film Award (Best New Director für Akihiko Shiota)
- 1999: Internationales Filmfestival von Locarno, Golden Leopard (Nominierung für Akihiko Shiota)
- 2000: Japanese Professional Movie Award
  - Tsugumi (Best New Actress)
  - Akihiko Shiota (Best New Director)
- 2000: Mainichi Eiga Concours, Sponichi Grand Prize (New Talent Award für Akihiko Shiota)
- Yokohama Film Festival, Festival Prize
  - Best New Director Akihiko Shiota
  - Best New Talent Tsugumi